# Peter Hald
Peter Hald er en dansk kemiker. Han er uddannet cand.scient og senere Ph.d. i kemi på Aarhus Universitet. Han har også en uddannelse som officer i hæren og afholder ind imellem stadig sprængningskurser. Sammen med Danish Space Challenge har han været med til at bygge Danmarks største privatbyggede raketmotor.
I 2006 og 2007 var han vært for DR's "Videnskabsquiz" VQ.
Peter Hald er ansat på Institut for Kemi ved Aarhus Universitet, hvor han er daglig sikkerhedsleder og laboratoriemanager ved Center for Materialekrystallografi og Center for Energimaterialer..